# Eupelmus hallami
Eupelmus hallami är en stekelart som beskrevs av Girault 1920. Eupelmus hallami ingår i släktet Eupelmus och familjen hoppglanssteklar. Inga underarter finns listade i Catalogue of Life.